# Уй (притока Тоболу)
Уй (башк. Уй, каз. Үй) — річка в Азії, ліва притока річки Тобол. Належить до басейну Північного Льодовитого океану.

## Географія
Довжина річки 462 км, площа басейну 34 400 км², в її басейні розташовано багато безстічних озер. Висота витоку — 551 м над рівнем моря. Висота гирла — 77 м над рівнем моря.
Живлення переважно снігове. Повінь — у квітні-травні. Річка замерзає в листопаді, скресає в квітні. Середньорічна витрата води (у 213 км від гирла) — 18 м³/с. Тече на схід по Башкортостану і Челябінській області, формує частину державного кордону Росії і Казахстану (Курганської і Костанайської областей).

## Витік і гирло
Річка Уй бере початок в Учалинському районі Башкортостану біля підніжжя хребта Алабія, течє біля гори Уйташ. У тому ж Учалинському районі, але з іншого боку хребта, бере початок річка Урал, яка належить до басейну Каспійського моря.
Уй впадає в Тобол поблизу села Усть-Уйське Курганської області.

## Рельєф
Береги річки Уй місцями покриті лісами, проміжки між ними зайняті солонцями, які можуть бути використані тільки як пасовища або сіножать. Рельєф у верхів'ях — гірський, нижче села Уйське — рівнинний. Після міста Троїцьк у річці з'являються рукави, які утворюють острови. На річці безліч порогів.